# Солонці (Сватівський район)
Солонці́ — село в Україні, у Троїцькій селищній громаді Сватівського району Луганської області. Населення — 261 особа. Орган місцевого самоврядування — Новознам'янська сільська рада.

## Населення

### Мова
Розподіл населення за рідною мовою за даними перепису 2001 року:
| Мова       | Кількість | Відсоток |
| ---------- | --------- | -------- |
| російська  | 258       | 98.85%   |
| українська | 3         | 1.15%    |
| Усього     | 261       | 100%     |